# The Wilde Flowers (album)
The Wilde Flowers is een lang na de tijd van de band zelf uitgebracht album van de Britse progressieve rockband The Wilde Flowers. De muziek is met name interessant voor de liefhebbers van de musici, voor degenen die willen horen hoe de stijlen van de diverse musici zich hebben ontwikkeld.
De cd laat horen hoe er op dat moment met muziek geëxperimenteerd werd, hoe The Wilde Flowers zich ontwikkelden als de voorlopers van de Canterbury-scene.
Een speciale editie (gelimiteerde oplage 2000 ex.) - getiteld Tales of Canterbury - The Wilde Flowers Story - Brian's Tale werd tegelijkertijd uitgegeven met een boekje van 13 pagina's. Hierin wordt door Brian Hopper het ontstaan van de groep nagegaan. Het bevat talloze foto's en documenten.

## Tracklist
1. Impotence (69) (Hugh Hopper /Robert Wyatt)
2. Those Words They Say (66) (Brian Hopper)
3. Memories (66) (Hugh Hopper)
4. Don't Try To Change Me (65) (Hugh Hopper + Graham Flight & Robert Wyatt(words - 2e en 3e vers)
5. Parchman Farm (65) (Booker White)
6. Almost Grown (65) (Chuck Berry)
7. She's Gone (65) (Kevin Ayers)
8. Slow Talkin' Talk (65) (Brian Hopper)
9. He's Bad For You (65) (Robert Wyatt)
10. It's What I Feel (A Certain Kind) (65) (Hugh Hopper)
11. Memories (66) (instrumentaal) (Hugh Hopper)
12. Never Leave Me (66) (Hugh Hopper)
13. Time After Time (66) (Hugh Hopper)
14. Just Where I Want (66) (Hugh Hopper)
15. No Game When You Lose (66) (Hugh Hopper)
16. Impotence (66) (Hugh Hopper /Robert Wyatt)
17. Why Do You care (68) (met Zobe) (Brian Hopper)
18. The Pieman Cometh (68) (met Zobe) (Brian Hopper)
19. Summer Spirit (68) (met Zobe) (Brian Hopper)
20. She Loves To Hurt (69) (Hugh Hopper)
21. The Big Show (69) (Brian Hopper)
22. Memories (69) (Hugh Hopper)

## Bezetting
- Eerste bezetting:
  - Hugh Hopper, basgitaar
  - Brian Hopper, gitaar, saxofoon, zang
  - Robert Wyatt, drums, zang
  - Richard Sinclair, gitaar, zang
  - Kevin Ayers, zang
- In de latere bezettingen:
  - Pye Hastings, gitaar
  - Richard Coughlan, drums
  - Dave Sinclair, basgitaar, keyboards
- Ook:
  - Graham Flight, zang
  - Bob Gilleson, drums
  - Dave Lawrence, zang, gitaar, basgitaar